# Don't Stop (Billy Idol)
Don't Stop è il primo EP da solista del cantante britannico Billy Idol, uscito nel 1981.
È un minialbum composto di sole quattro canzoni, che precede di un anno l'album di debutto vero e proprio, Billy Idol.

## Tracce
1. Mony Mony
2. Baby Talk
3. Untouchables
4. Dancing With Myself